# Canthylidia neurota
Canthylidia neurota är en fjärilsart som beskrevs av Oswald Beltram Lower. Canthylidia neurota ingår i släktet Canthylidia och familjen nattflyn. Inga underarter finns listade i Catalogue of Life.